# Diocesi di Gaylord
La diocesi di Gaylord (in latino Dioecesis Gaylordensis) è una sede della Chiesa cattolica negli Stati Uniti d'America suffraganea dell'arcidiocesi di Detroit. Nel 2021 contava 79.100 battezzati su 575.630 abitanti. È retta dal vescovo Jeffrey Joseph Walsh.

## Territorio

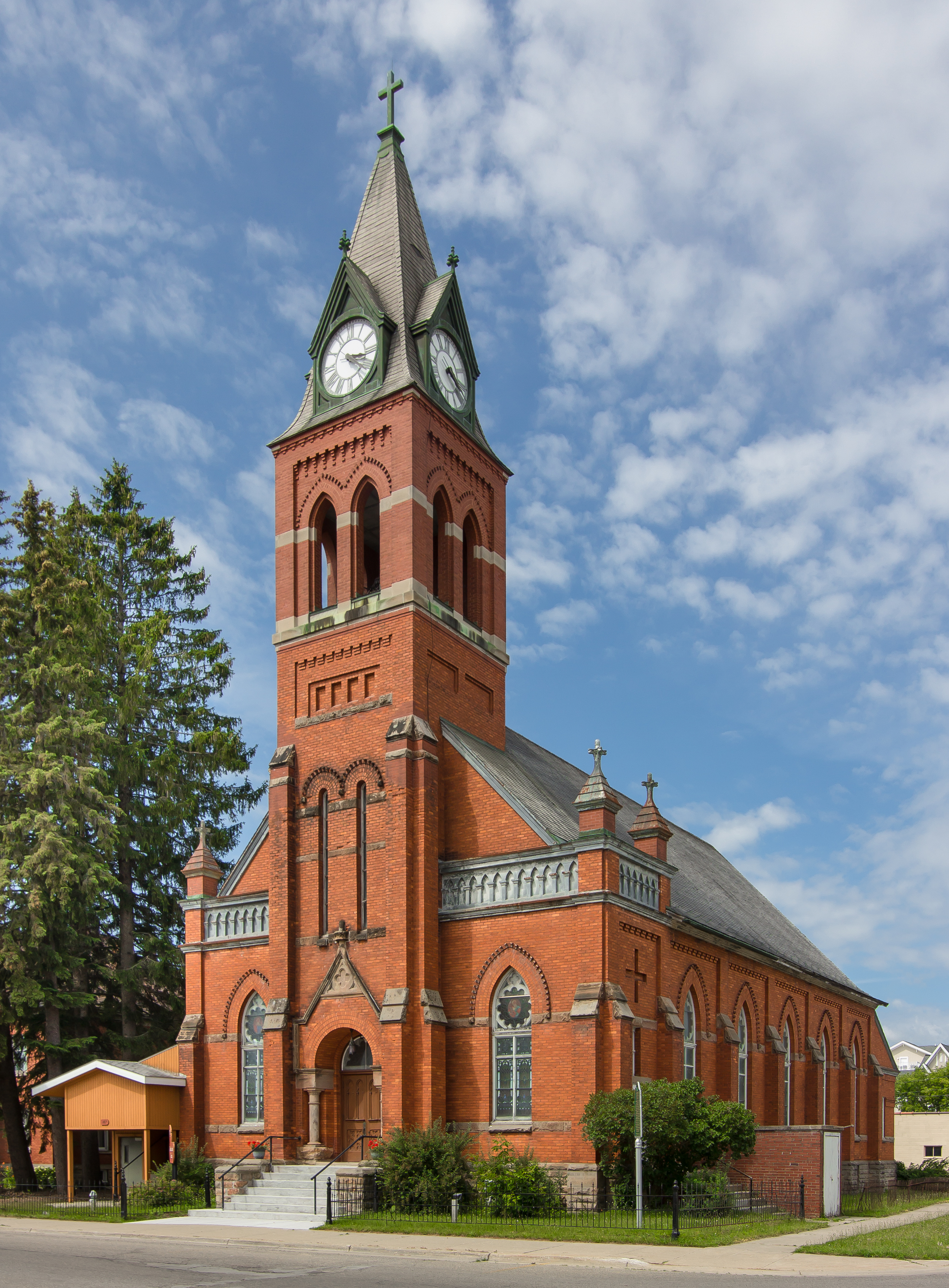
La vecchia cattedrale di Santa Maria.

La diocesi comprende 21 contee nella parte più settentrionale dello stato americano del Michigan: Charlevoix, Emmet, Cheboygan, Presque Isle, Leelanau, Antrim, Otsego, Montmorency, Alpena, Benzie, Grand Traverse, Kalkaska, Crawford, Oscoda, Alcona, Manistee, Wexford, Missaukee, Roscommon, Ogemaw e Iosco
Sede vescovile è la città di Gaylord, dove si trova la cattedrale di Santa Maria del Carmine (St. Mary Cathedral).
Il territorio si estende su 28.932 km² ed è suddiviso in 75 parrocchie.

## Storia
La diocesi è stata eretta il 19 dicembre 1970 con la bolla Qui universae di papa Paolo VI, ricavandone il territorio dalle diocesi di Grand Rapids e di Saginaw.
Nel 1977 è stata consacrata la nuova cattedrale della diocesi, costruita a partire dal 1975 e dedicata come la precedente a Santa Maria del Carmine.

## Cronotassi dei vescovi
Si omettono i periodi di sede vacante non superiori ai 2 anni o non storicamente accertati.
- Edmund Casimir Szoka † (11 giugno 1971 - 28 marzo 1981 nominato arcivescovo di Detroit)
- Robert John Rose † (13 ottobre 1981 - 24 giugno 1989 nominato vescovo di Grand Rapids)
- Patrick Ronald Cooney † (6 novembre 1989 - 7 ottobre 2009 ritirato)
- Bernard Anthony Hebda (7 ottobre 2009 - 24 settembre 2013 nominato arcivescovo coadiutore di Newark)
- Steven John Raica (27 giugno 2014 - 25 marzo 2020 nominato vescovo di Birmingham)[2]
- Jeffrey Joseph Walsh, dal 21 dicembre 2021

## Statistiche
La diocesi nel 2021 su una popolazione di 575.630 persone contava 79.100 battezzati, corrispondenti al 13,7% del totale.
| anno | popolazione | popolazione | popolazione | presbiteri | presbiteri | presbiteri | presbiteri                | diaconi | religiosi | religiosi | parrocchie |
| anno | battezzati  | totale      | %           | numero     | secolari   | regolari   | battezzati per presbitero | diaconi | uomini    | donne     | parrocchie |
| ---- | ----------- | ----------- | ----------- | ---------- | ---------- | ---------- | ------------------------- | ------- | --------- | --------- | ---------- |
| 1976 | 79.795      | 323.264     | 24,7        | 77         | 58         | 19         | 1.036                     |         | 23        | 163       | 59         |
| 1980 | 84.425      | 423.000     | 20,0        | 85         | 64         | 21         | 993                       | 1       | 26        | 153       | 59         |
| 1990 | 91.717      | 418.800     | 21,9        | 86         | 69         | 17         | 1.066                     | 9       | 22        | 105       | 84         |
| 1999 | 82.074      | 458.130     | 17,9        | 88         | 72         | 16         | 932                       | 12      | 1         | 59        | 81         |
| 2000 | 79.421      | 458.130     | 17,3        | 80         | 64         | 16         | 992                       | 12      | 17        | 55        | 81         |
| 2001 | 82.835      | 476.244     | 17,4        | 77         | 61         | 16         | 1.075                     | 13      | 17        | 50        | 81         |
| 2002 | 78.430      | 476.244     | 16,5        | 73         | 60         | 13         | 1.074                     | 13      | 15        | 49        | 81         |
| 2003 | 80.165      | 497.120     | 16,1        | 69         | 56         | 13         | 1.161                     | 12      | 15        | 45        | 81         |
| 2004 | 76.060      | 497.264     | 15,3        | 68         | 57         | 11         | 1.118                     | 14      | 12        | 41        | 81         |
| 2006 | 70.327      | 514.001     | 13,7        | 65         | 54         | 11         | 1.081                     | 17      | 17        | 35        | 81         |
| 2012 | 74.500      | 544.000     | 13,7        | 73         | 67         | 6          | 1.020                     | 23      | 6         | 29        | 80         |
| 2013 | 75.100      | 546.000     | 13,8        | 80         | 74         | 6          | 938                       | 22      | 6         | 27        | 80         |
| 2016 | 76.637      | 557.909     | 13,7        | 85         | 81         | 4          | 901                       | 21      | 4         | 19        | 77         |
| 2019 | 78.300      | 569.800     | 13,7        | 70         | 66         | 4          | 1.118                     | 18      | 4         | 18        | 75         |
| 2021 | 79.100      | 575.630     | 13,7        | 73         | 70         | 3          | 1.083                     | 27      | 3         | 17        | 75         |